# Ogrodniki (Sejny)
Ogrodniki ist ein Ort in der polnischen Woiwodschaft Podlachien. Er gehört zur Landgemeinde Sejny im Powiat Sejneński.

## Geographische Lage
Ogrodniki liegt im Nordosten der Woiwodschaft Podlachien in der Östlichen Suwałki-Seenplatte (polnisch Pojezierze Wschodniosuwałkie) am Hołny-See und dem Fluss Hołnianka – einem Nebenfluss der Biała Hańcza, die in die Memel (litauisch Nemuna) mündet. Die Kreisstadt Sejny (deutsch Seine)  liegt von Ogrodniki aus vier Kilometer in westlicher Richtung.

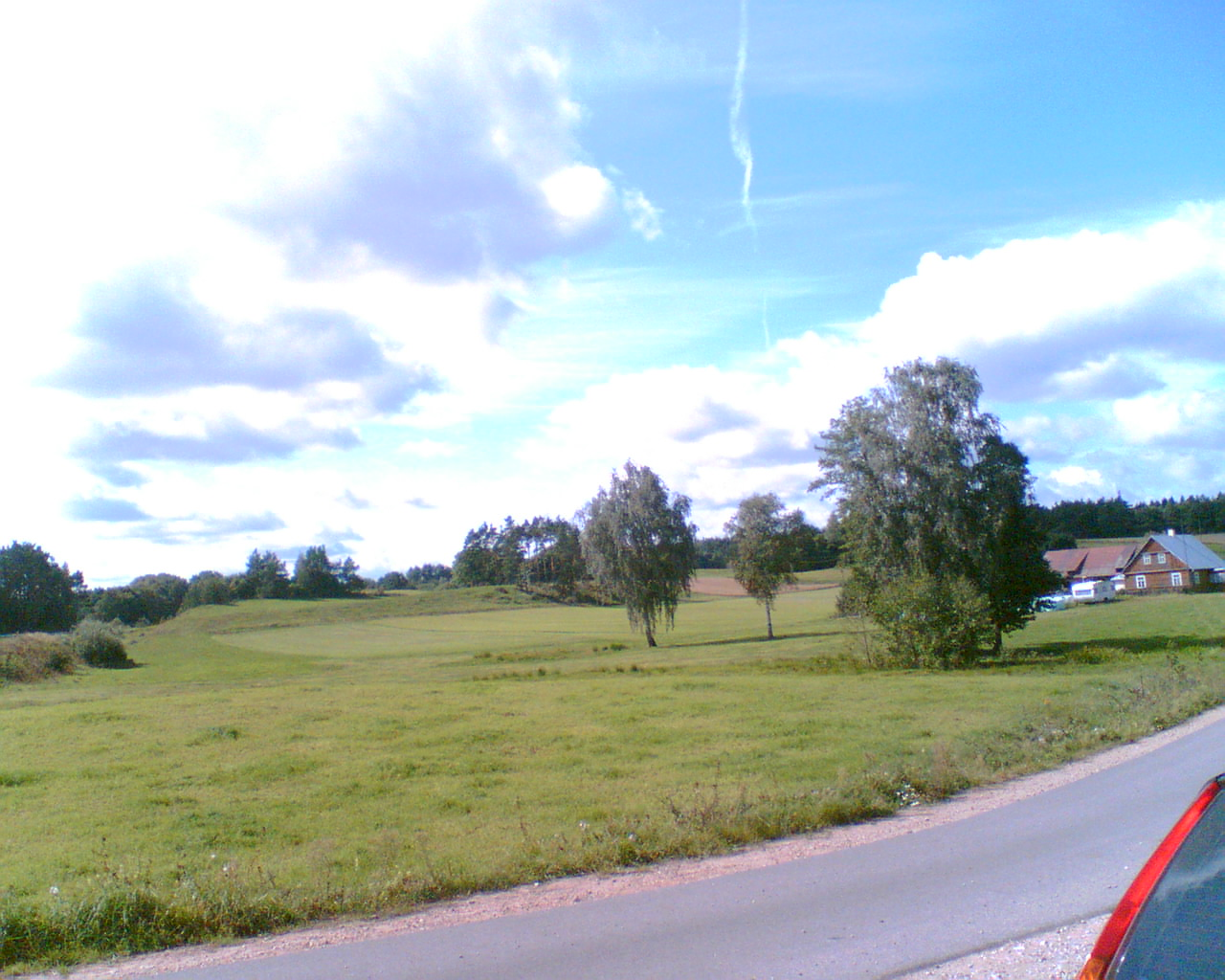
Umgebung von Ogrodniki

|  |

## Geschichte
Das einstige adlige Dorf befand sich gegen Ende des 18. Jahrhunderts im Powiat Grodzieński der Woiwodschaft Traken innerhalb des Großfürstentums Litauen in Polen-Litauen. Im Jahre 1921 zählte das Dorf 26 Häuser und 149 Einwohner, von denen 70 männlich und 79 weiblich waren. Die Mehrheit der Einwohner war litauischer Staatsangehörigkeit, lediglich 23 waren Polen.
In der Zeit zwischen dem Ersten und Zweiten Weltkrieg war Ogrodniki in die Gmina Berżniki eingegliedert. Heute gehört das Dorf zur Gmina Sejny im Powiat Sejneński, zwischen 1975 und 1998 der Woiwodschaft Suwałki, seither der Woiwodschaft Podlachien zugehörig. Zu Orgodniki gehört der Ortsteil Weresowszczyna. Die Gesamteinwohnerzahl Orgrodnikis belief sich 2011 auf 60.

## Grenzübergang Ogrodniki-Lazdijai

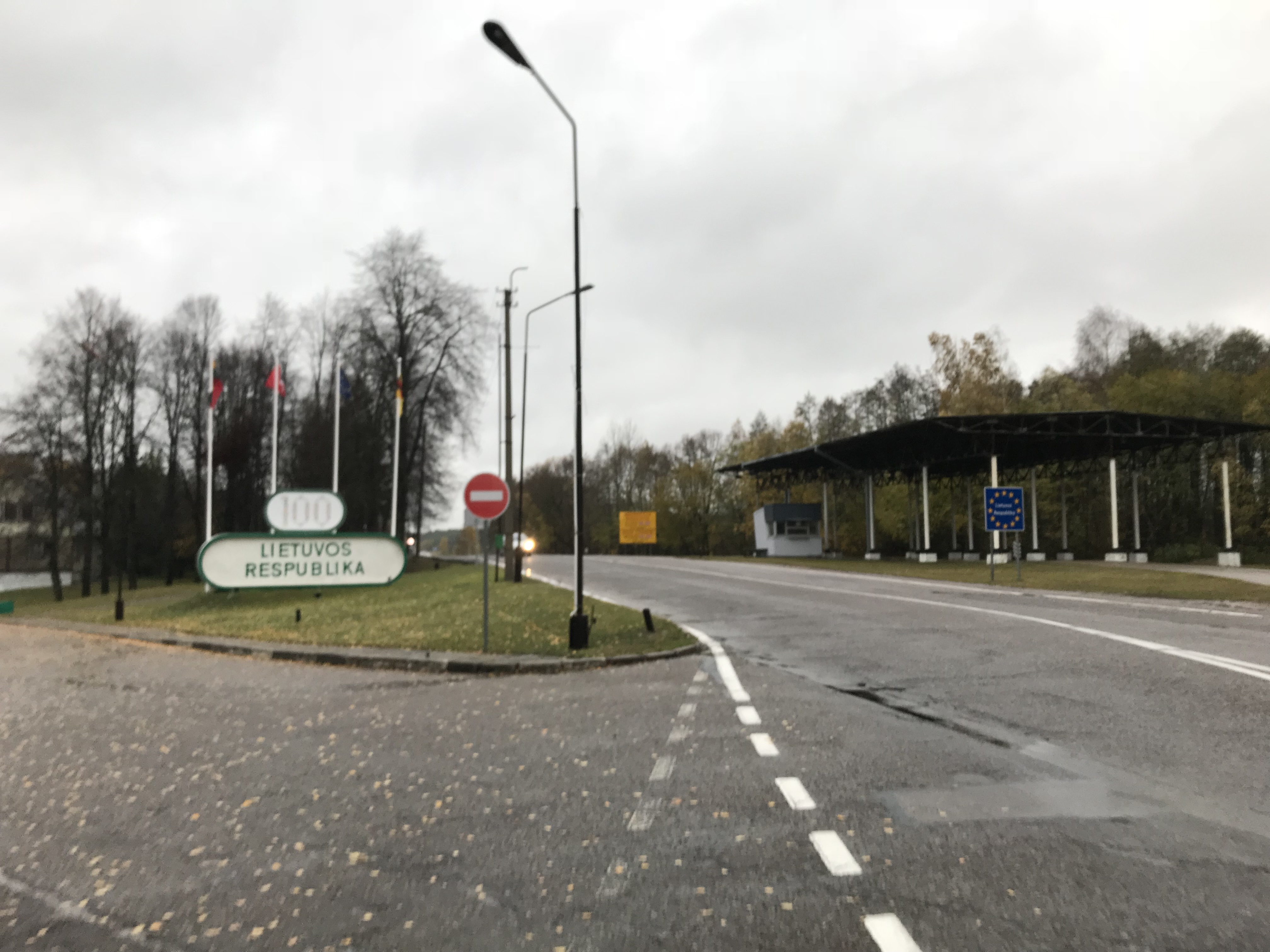
Der Grenzübergang aus polnischer Sicht

Ogrodniki ist polnischer Grenzort zu Litauen. Der Grenzübergang nach Lazdijai (deutsch Lasdien) befindet sich wenige Kilometer vom Ortszentrum entfernt. Die Grenzkontrollstelle bestand offiziell in den Jahren 1992 bis 2007, zunächst nur für Fahrzeuge bis 3,5 Tonnen, ab 2004 auch für Fahrzeuge bis 7,5 Tonnen zugelassen. Von polnischer Seite aus führt die Landesstraße 16, von litauischer Seite aus die Nationalstraße KK 135 zur Grenzübergangsstelle, die am 21. Dezember 2007 gemäß dem Schengener Abkommen offiziell aufgelöst wurde.
Vor dem Ende der Sowjetunion gab es hier eine polnisch-sowjetische Grenzübergangsstelle.

## Kirche
Im Jahre 1921 waren die Bewohner Ogrodnikis ausnahmslos römisch-katholischer Konfession. sie gehören heute zur Pfarrei in Berżniki im Dekanat Sejny innerhalb des Bistums Ełk (Lyck). Die nächste evangelisch-augsburgische Kirche befindet sich in Białystok.

## Verkehr

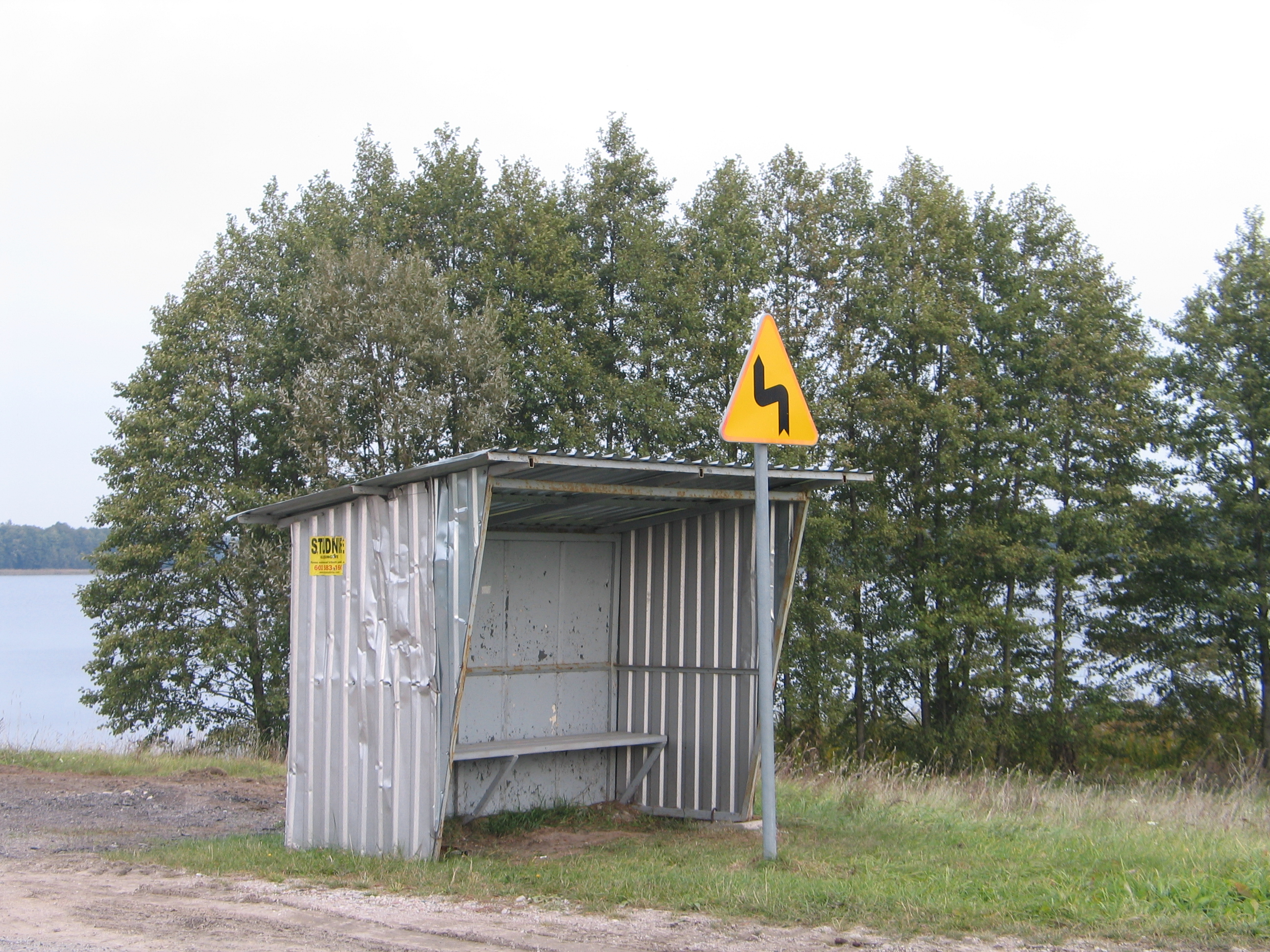
Bushaltestelle in Ogrodniki

In Ogrodniki treffen die polnische Landesstraße 16 (deren Teil einst die deutsche Reichsstraße 127 bildete) und die litauische Nationalstraße KK 135 aufeinander. Von dem kleinen Nachbarort Żegary führt eine Nebenstraße nach Ogrodniki. Eine Anbindung an den Bahnverkehr besteht nicht.

## Tourismus
Über den Grenzübergang Ogrodniki-Lazdijai geht der  Europäische Fernwanderweg E 11, der von Scheveningen in den Niederlanden über Deutschland, Polen, Litauen und Lettland bis nach Tallinn, der Hauptstadt Estlands führt.